# Храбро срце
Храбро срце (енгл. Braveheart) је амерички епски историјско-драмски филм из 1995. године, режисера Мела Гибсона, који је такође тумачио главну улогу Вилијама Воласа, шкотског ратника из касног 13. века који је предводио Шкоте у Првом шкотском рату за независност против енглеског краља Едварда I. У филму такође глуме Софи Марсо, Кетрин Макормак, Патрик Макгуан, Ангус Макфадјен и Брендан Глисон. Прича је инспирисана епском песмом Волас Слепог Харија из 15. века, а за филм ју је адаптирао Рандал Волас.
Развој филма је првобитно започео студио Metro-Goldwyn-Mayer (MGM) када је продуцент Алан Лад млађи преузео пројекат од Воласа, али када је MGM добио ново руководство, Лад је напустио студио и понео пројекат са собом. Упркос томе што је у почетку одбио, Гибсон је на крају одлучио да режира филм и да глуми Воласа. Филм је сниман у Шкотској и Ирској од јуна до октобра 1994. Филм, који су продуцирали Гибсонов Icon Productions и The Ladd Company, дистрибуирао је Paramount Pictures у Северној Америци и 20th Century Fox у остатку света.
Биоскопски објављен 24. маја 1995, филм је остварио критички и комерцијални успех. У филму су нарочито похваљене акција, драма и романса, иако је критикован као један од историјски најнетачнијих филмова икада снимљених. На 68. додели Оскара, филм је био номинован у десет категорија, а победио у пет, укључујући оне за најбољи филм и најбољу режију. Самостални наставак, Роберт Брус, објављен је 28. јуна 2019. године, у коме је Ангус Макфадјен поновио своју улогу.

## Радња
Године 1280, након смрти краља Александра III Шкотског, који није за собом оставио наследника престола, енглески краљ Едвард I Дугоноги напада и осваја Шкотску. Млади Вилијам Волас сведочи Едвардовом погубљењу више шкотских племића, доживљава смрт оца и брата у борби против Енглеза, па га стриц Аргајл води на ходочашће широм Европе, где стиче образовање.
Годинама касније, Едвард I даје свом племству земљу и повластице у Шкотској, укључујући ius primae noctis. У међувремену, одрасли Волас се враћа у Шкотску, након чега се заљубљује у своју другарицу из детињства Марон Макланок и њих двоје се венчавају у тајности. Волас спасава Марон од силовања енглеских војника, али док се Волас бори против војника, Марон бива заробљена и јавно погубљена. Из одмазде, Волас предводи свој клан у нападу на енглески гарнизон у свом родном граду и шаље преживеле војнике гарнизона назад у Енглеску.
Едвард I наређује свом сину, принцу Едварду, да заустави Воласа на било који начин, а он одлази у посету француском краљу, да би са Французима склопио савез. Раме уз раме са пријатељем Хамишем, Волас диже устанак против Енглеза, и како се легенда о њему шири, придружује му се стотине Шкота из суседних кланова. Волас предводи своју војску до победе у бици на Стирлиншком мосту, где откида главу енглеском заповеднику Челтаму, а затим пљачка и уништава град Јорк, ком принц Едвард није послао појачање, убијајући братанца краља Едварда и шаљући му његову одсечену главу. Волас тражи помоћ Роберта Бруса, сина племића Роберта Старијег и претендента на шкотску круну. Син Роберт је под огромним утицајем свог губавог оца, који жели свом сину да осигура шкотски престо тако што би се потчинио Енглезима. Забринут због устанка, краљ Едвард шаље Изабелу, супругу свог сина, да покуша да преговара са Воласом и тако му одвуче пажњу од допловљавања још једне војске за напад на Шкотску.
После сусрета с Воласом, Изабела се у њега заљубљује. Упозорен од Изабеле на предстојећу инвазију, Волас моли шкотско племство да одмах предузму мере којима би се супротставили претњи и покушали да поврате своју државу, тражећи од Роберта Бруса да стане на чело војске. Лично предводећи енглеску војску, Едвард I се сукобљава са Шкотима код Фолкерка. Током битке, шкотски племићи Локлан и Морнеј, које је подмитио Едвард, повлаче своје људе, што резултира бежанијом Воласове војске и погибијом Кембела, Хамишевог оца. Док Волас јуриша на Едварда, пресреће га један од краљевих копљаника; Волас га савладава и открива да је то у ствари Роберт Брус. Због гриже савести, Брус одводи Воласа на сигурно.
Волас убија Локлана и Морнеја због њихове издаје и креће у герилски рат против Енглеза, уз помоћ Изабеле, која остаје с њим трудна. Роберт Брус уговара састанак са Воласом у Единбургу, али његов отац кује заверу са другим племићима да заробе Воласа и предају га Енглезима. Након што сазна за издају, Роберт Брус се одриче оца. Изабела се свети краљу Едварду, који је сада већ на самрти, говорећи му да ће његовом смрћу његова лоза бити уништена, јер она носи Воласово дете, и да ће се побринути да оно на трон дође што раније.
У Лондону, Волас бива доведен пред енглеског судију, бива му суђено за издају и бива осуђен на јавно мучење и одсецање главе. Иако мучен на више начина, Волас одбија да се покори краљу. Окупљени народ, дирнут Шкотовим јунаштвом, почиње да тражи милост за Воласа. Судија му даје последњу прилику, нудећи му да каже само Милости и биће убијен одмах. Волас уместо тога узвикује Слобода!, толико гласно да га чује и умирући краљ. Пре него што ће му одсећи главу, Воласу се привиђа Марон која му се из публике смеши.
Године 1314, Роберт Брус, сада шкотски краљ, води шкотску војску на пољану Бенокберн, где би требало да званично прихвати енглеску владавину. Уместо тога, обраћа се својој војсци сећајући се Воласа и моли их да се боре уз њега као што су се борили уз Воласа. Хамиш забада Воласов мач пред Енглезе и Роберт их води у напад, који Шкотима доноси слободу.

## Улоге
| Глумац            | Улога                  |
| ----------------- | ---------------------- |
| Мел Гибсон        | Вилијам Волас          |
| Патрик Макгуан    | Краљ Едвард I Дугоноги |
| Питер Ханли       | Едвард, принц од Велса |
| Ијан Банен        | Роберт Брус старији    |
| Ангус Макфадјен   | Роберт Брус            |
| Софи Марсо        | принцеза Изабела       |
| Брендан Глисон    | Хамиш Кембел           |
| Џејмс Козмо       | Кембел старији         |
| Кетрин Макормак   | Марон Макланок         |
| Дејвид О`Хара     | Луди Стивен            |
| Брајан Кокс       | стриц Аргајл           |
| Џејмс Робинсон II | млади Вилијам          |
| Алун Армстронг    | Морнеј                 |

## Историјска (не)тачност
Почетак филма смештен је у 1280. годину, када енглески краљ Едвард I осваја Шкотску после смрти шкотског краља Александра III. Међутим, у стварности, краљ Александар III је умро 1286. године, без мушког наследника, па је шкотски престо припао његовој трогодишњој унуци Маргарети. Четири године касније, умрла је сама Маргарета, па се појавио проблем наслеђивања шкотског трона. Главни претенденти били су Џон Бејлиол и Роберт де Брус, 5. лорд од Анандејла, деда Роберта Бруса. Шкотски племићи су позвали енглеског краља Едварда I да пресуди у спору. Едвард I је пресудио у корист Џона Бејлиола, али уз услов да Шкотска постане енглески вазал. Бејлиол је 1295. године прекинуо вазални однос према Едварду I и заузео град Карлајл, што је Едвард I искористио као повод да окупира Шкотску и збаци Бејлиола.
Вилијам Волас је приказан као шкотски сељак, који је рано остао без родитеља. Прави Вилијам Волас је био шкотски племић, ком је отац умро када му је било око 18 година, док му је мајка умрла када је имао око 24 године.
У филму, принцеза Изабела после битке код Фолкерка остаје трудна. Касније говори Едварду I да је отац детета, будућег краља Едварда III, нико други до Волас. У стварности, Изабела од Француске имала је око три године и живела је у Француској у време битке код Фолкерка, удала се за Едварда II тек кад је он био краљ, а Едвард III је рођен седам година после Воласове смрти. Какогод, Изабелина претња да ће принца Едварда свргнути са власти, у стварности ће се обистинити – иако тек 1326. године, више од 20 година после Воласове смрти, Изабела, незадовољна мужевом владавином, заједно са љубавником Роџером Мортимером, из Француске ће напасти Енглеску и свргнути Едварда II.
Роберт Брус јесте мењао страну између шкотских лојалиста и Енглеза више пута у ранијим фазама Ратова за шкотску независност, али у бици код Фолкерка вероватно се није борио уопште, а камоли на енглеској страни (мада се ова тврдња појављује у више средњовековних извора). Даље, битка код Бенокберна није била спонтана битка, јер је Роберт Брус већ осам година водио герилски рат против Енглеза. Његова титула пре крунисања није била „гроф од Бруса”, већ „гроф од Карика”. Брусов отац приказан је као губавац, иако је сâм Брус тај који је у позним годинама наводно боловао од лепре.
Битка на Стирлингшком мосту приказана је као битка на отвореној пољани, где шкотска војска сачињена од слабо наоружаних сељака побеђује бројнију енглеску војску са коњицом и енглеским луковима. Заправо, битка је вођена на мосту преко реке Форт, на ком због мале ширине енглеска предност није могла доћи до изражаја. У филму се не помиње улога Ендруа Мореја, који је заједно са Воласом заповедао шкотском војском и био смртно рањен. Касније, Волас јест извршио велики упад на север Енглеске, али није стигао чак до Јорка, нити је убио сестрића Едварда I. Какогод, Рандал Волас, сценариста филма, једном приликом је изјавио да му је велика инспирација био еп Волас из 15. века, песника Слепог Харија, а у том епу Волас стиже све до Сент Олбанса и одустаје од напада на Лондон тек пошто енглеска краљица долази да са њим преговара. Едвардов сестрић Џон од Бретање јесте учествовао у ратовима за шкотску независност, али није убијен у Јорку, већ је умро у Бретањи.
Ирски регрути у бици код Фолкерка такође су неисторијски; код Фолкерка није било ирских војника (мада су многи енглески војници заправо били Велшани). Поред тога, анахронистично је помињати регруте у средњем веку (иако су постојали феудални обвезници).

## Награде Оскар и номинације за Оскара
Награде:
- Најбољи филм
- Најбољи режисер (Мел Гибсон)
- Најбоља кинематографија
- Најбоља шминка
- Најбоља монтажа звука

Номинације:
- Најбоља монтажа
- Најбољи дизајн костима
- Најбољи оригинални сценарио
- Најбољи звук
- Најбоља оригинална музика

## Зарада
- Зарада у САД-у: 75.609.945 $
- Зарада у иностранству: 134.800.000 $
- Зарада у свету: 210.409.945 $